# Powodzie w Toruniu

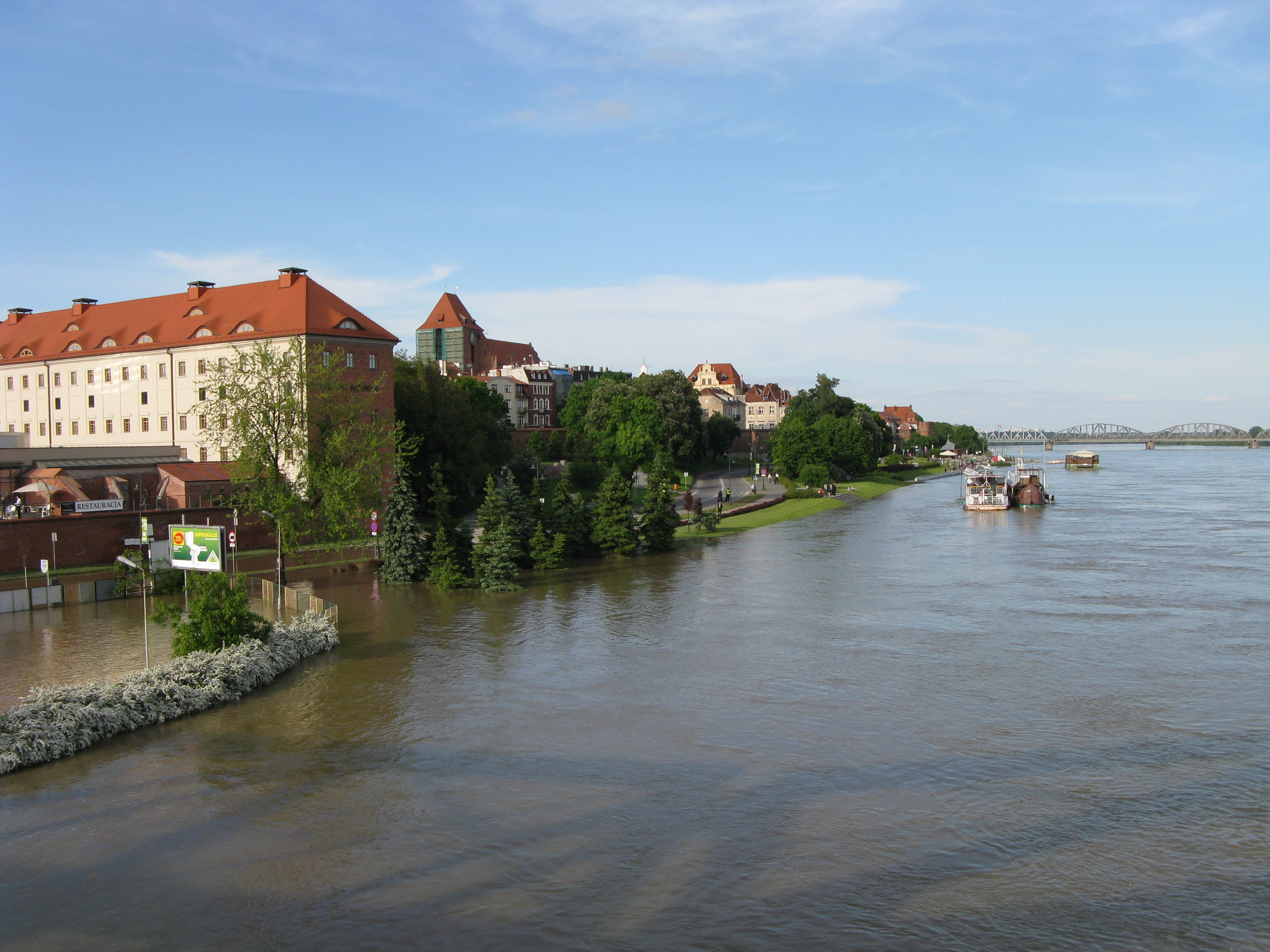
Bulwar Filadelfijski w Toruniu po przejściu fali kulminacyjnej podczas powodzi w 2010 roku

Powodzie w Toruniu – charakterystyka występowania powodzi w dziejach Torunia, wywoływanych przez podnoszenie się poziomu wody w Wiśle.
Toruń jest największym miastem na ziemi chełmińskiej położonym nad Wisłą. W związku z nieprowadzeniem systematycznych pomiarów z użyciem zobiektywizowanych skal, informacje o powodziach i innych zjawiskach meteorologicznych i klimatycznych panujących w Toruniu do końca XVIII wieku są niepełne.  Podstawowym źródłem informacji o powodziach w XVI, XVII i XVIII wieku są narracyjne kroniki miejskie. Systematyczne pomiary stanu wody w Wiśle zaczęto prowadzić po 1760 roku.

## Historia
Toruń od samego początku mierzył się z powodziami. Częste powodzie w latach 1233–1236 zmusiły zakon krzyżacki do przeniesienia osady ze Starego Torunia do dzisiejszej lokalizacji. Według szacunków historyka Piotra Olińskiego w wiekach XV-XVIII na obszarze ziemi chełmińskiej doszło do kilkudziesięciu powodzi, z czego kilkanaście z nich miało duży zasięg.
Informacje o powodzi z przełomu 1465/1466 roku pochodzą z kilku źródeł, najstarszym z nich są zapiski proboszcza w kościele śś. Janów H. Waldaua powstałe między 1481 a 1495 rokiem. Powódź miała zniszczyć statki, większość łaźni miejskich, rzeźnię miejską oraz uszkodzić kościół śś. Janów, winnice i część mieszkań. W XVI wieku duże powodzie występowały w latach: 1534, 1570, 1584, 1593, a w XVII wieku w latach: 1611 (zimą), 1628 (latem), 1673. Z lat 1674–1718 w Toruniu nie odnotowano większych powodzi. Kolejna duża powódź nastąpiła wiosną 1719 roku, kiedy to na skutek puszczenia lodu na Wiśle woda wlała się do Bramy Mostowej. Przyniosła ona duże szkody materialne zwłaszcza osobom mającym gospodarstwa na najniżej położonych terenach nad rzeką. Kolejne powodzie miały miejsce w latach 1729, 1736 (latem), 1740 (wiosną), 1744 i 1745. Powodzie przyczyniały się do częstego niszczenia mostu drewnianego z 1500 roku.
W XIX wieku do większych powodzi doszło w latach 1871, 1879 i 1891. Podczas nich woda sięgała wysokości Koszar Racławickich, a w 1891 roku woda wlała się również do Bramy Mostowej. Informacje o tych wydarzeniach pochodzą m.in. z zachowanych znaków powodziowych.
W lipcu 1934 roku Toruń zmagał się z największą powodzią w Polsce międzywojennej. 
Podczas powodzi w 2001 roku stan wody przekroczył 700 cm. Wisła podtopiła najniżej położone tereny w mieście. Podczas powodzi w 2010 roku zostało zalanych około 1,3 tys. hektarów miejskich, w tym m.in. Bulwar Filadelfijski, wiadukt przy ul. Podgórskiej, Kaszczorek, ogrody działkowe na Rudaku oraz przy ulicach ks. Popiełuszki i Przybyszewskiego. 23 maja 2010 roku stan wody przekroczył 859 cm.